# Typ 4 Ke-Nu
Der Typ 4 Ke-Nu (japanisch 四式軽戦車 ケヌ yon-shiki keisensha Ke-Nu, deutsch ‚Typ-4-leichter-Panzer Ke-Nu‘) war ein japanischer leichter Panzer, der von 1944 (Kōki 2604, daher die Typbezeichnung) bis 1945 vom Kaiserlich Japanischen Heer eingesetzt wurde.

## Geschichte
Ab 1942 war ersichtlich, dass der Typ 95 Ha-Gō, einer der Hauptpanzer der Kaiserlich Japanischen Streitkräfte, mit seiner 37-mm-Kanone, welche hauptsächlich zur Infanterieunterstützung gedacht war, nicht mehr konkurrenzfähig war. Ebenfalls hatte sich die 57-mm-Kanone des Typ 97 Chi-Ha, dem anderen Arbeitspferd der japanischen Panzerwaffe die ebenfalls hauptsächlich zur Infanterieunterstützung gedacht war, gegenüber Panzern als nicht mehr ausreichend erwiesen. Doch konnte der Chi-Ha durch Einrüstung einer 47-mm-Pak aufgerüstet werden (Typ 97 Shinhōtō Chi-Ha). Da nun die 57-mm-Kanone zur Verfügung stand, wurde versucht den Ha-Gō mit dieser aufzurüsten. Da aber die Waffe zur groß für den Originalturm war, wurde dieser leicht modifiziert und Anfang 1944 ein Fahrzeug entsprechend umgerüstet (Bezeichnung: Typ 3 Ke-Ri) und getestet. Hierbei wurde festgestellt, dass auch ein modifizierter Turm nicht ausreichend Platz bot für die 57-mm-Kanone und das Projekt Typ 3 Ke-Ri wurde eingestellt. Da aber immer noch ein Fahrzeug zur Infanterieunterstützung benötigt wurde und Türme des Chi-Ha verfügbar, wurden diese Ende 1944 auf 100 Wannen des Ha-Gō gesetzt und das nun entstandene Fahrzeug als Typ 4 Ke-Nu bezeichnet.
Hauptsächlich auf Okinawa und Kyūshū stationiert, wurden einige wenige auch in die Sowjetische Invasion der Mandschurei 1945 verwickelt.